# Cselenyák Imre
Cselenyák Imre (Nyírkáta, 1957. január 1. – ) magyar író, drámaíró, zenész, dalszövegíró,  tagja a Magyar Írószövetségnek, a Szépírók Társaságának, a Magyar PEN Clubnak, valamint a Történelmiregény-írók Társaságának. Több mint harminc mű szerzője. 
A gimnáziumi érettségi után munkásként dolgozott, főképp a gyógyszeriparban, de megfordult a katonaság alatt a Magyar Néphadsereg Művészegyüttesében is. Zenei vonalon tovább képezte magát, az 1980-as években ORI vizsgát tett, tagja volt a Vulkán, Hipnózis, Kontinens együtteseknek mint zeneszerző-szövegíró-énekes. Legnagyobb sikereit a Kontinens együttessel érte el. Készültek rádió- és tévéfelvételei, sok legendás helyen fellépett: Metró klub, Budai Ifjúsági Park, Petőfi Csarnok stb. Felkérésre zenés klubokban, könyvtárakban saját dalaiból tart előadást

## Fő tevékenysége
1989-ben újságíró stúdiót végzett, azóta ír novellákat, regényeket, kisprózáit a C. E. T., a Polisz, az Új Holnap, a Magyar Napló, a Debreceni Disputa, a Spanyolnátha, az Irodalmi Jelen, a Szépirodalmi figyelő irodalmi folyóiratok közölték, közlik, de olvashatók írásai a 24 ÓRA, a Kelet Magyarország, az Előretolt Helyőrség és más napilapok, illetve régebben a Gyöngy, Anna magazinok hasábjain.
2013 tavaszán megírta A szorgalmas és a rest lány népmesét verses librettó formában, amely abban az évben és a következőben több helyen, így Erdélyben is bemutatásra került. 2025-ben a Csókol Attila drámapályázaton 3. helyzést ért el az "Én már ködből, csöndből vagyok" című két felvonásos drámájával. Jean-Pierre Montcassen írói álnéven tucatnál több ókori ill. egyéb történelmi korokban játszódó szórakoztató, romantikus ill. kalandregényt is publikált. Fő műve a kétkötetes Arany Jánosról szóló életrajzi regény. Hasonló műfajú munkája a 2022-ben megjelent és József Attila életrajzának első részét feldolgozó Tiszta szívvel (József Attila életregénye I.) című kötet.   
Budapesten és országszerte, valamint országhatáron túl (Felvidék, Erdély, Kárpátalja) irodalmi esteket szervez, író-olvasó találkozók résztvevője. Számos hátrányos helyzetű általános iskolában adja elő a Nemzet Aranya című zenés irodalomóráját.  
Dorogon él, felesége Cservenka Rita, újságíró, a Dorogi József Attila Művelődési Ház intézményvezetője, felnőtt fiai Balázs (1989) és Tibor (1990).

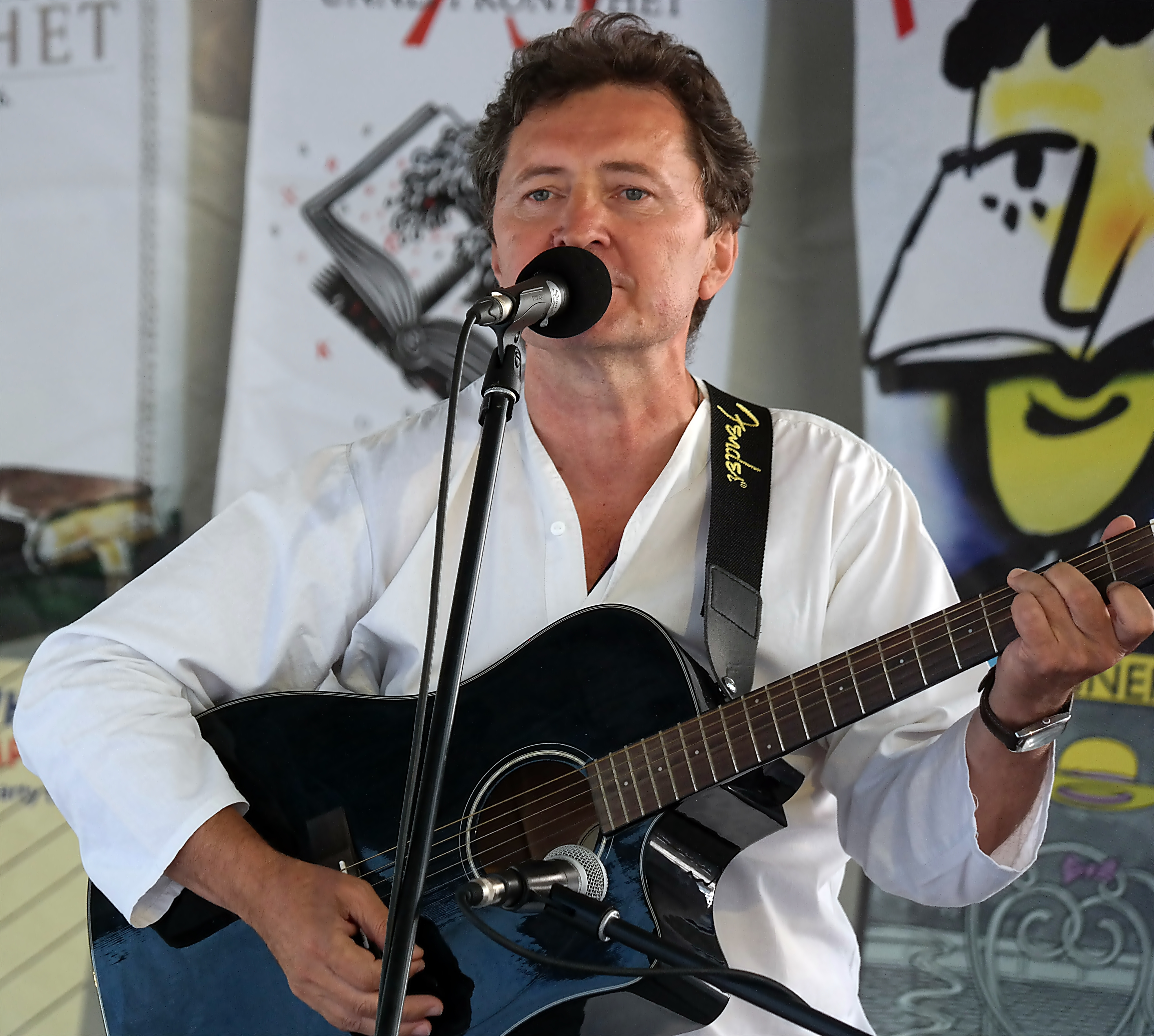
Könyvhét - 2017

## Publicisztika
- Hajrá öregfiúk! /Old Boys Klub/ (Petőfi Csarnok Belépő Lap, 1989. május)
- Világvárosi szolgáltatás (Esti Hírlap, 1990. január 19.)
- Kiált a csönd /Recenzió Nemere István regényéről/ (24 ÓRA, 1996)
- Parttalanra vetett hal /Recenzió Fenyves Marcell verseskötetéről/ (Képes Anna, 1998. június)
- Hamismás  /Recenzió Vass Tibor verseskötetéről/ (Polisz, 2001)
- Cegléd regénye /Recenzió Kapa Mátyás Izzik a parázs c. regényéről/ (Magyar Krónika, 2017. március)

## Jelentősebb kisprózái
- Feleségem álma (1993, Vasvári Hírmondó)
- Meglá(ss)átok eljő (1995, Időjelek)
- Pályaudvaron (1996, Kelet-Magyarország)
- Selyemné (1997, Új Pest Megyei Hírlap)
- Az Oláh (1997, C. E. T.)
- Puhungary (1998, C. E. T.)
- Esőasszony (1998, Képes Anna)
- Pesti caprisso (1998. C. E. T.)
- A prágai Taxis Európája (2003, Magyar Napló)
- Kordakkord (2003, Új Holnap)
- Plazmás az égben (2004, Magyar Napló)
- Plazmás az égben (2005, Az év novellái antológia)
- Párhuzamos ellenirány (2005, Magyar Napló)
- Egy vasárnap délután (2006, Debreceni disputa)
- Zebegénytől Miamiig (2006, Spanyolnátha)
- Nem történt semmi (2007, Debreceni disputa)
- Stradivari (2007, Spanyolnátha)
- Szunyogszonáta (2008, Debreceni disputa)
- Tokaj szőlővesszein (2008, Partium)
- A prágai taxis Európája (2009, ERI Kiadó)
- Stradivari (2009, Prózaműhely antológia)
- Pesti capriccio (2010, Debreceni disputa)
- Párhuzamos ellenirány (2010, Debreceni disputa)
- Csatlakozás (2012, Ottlik + Mások, novelláskötet)
- Csapágyak (2013, Veranda, Folyó-irat)
- A Duna fodrozó árján... (2014, Sorsok és évszázadok, antológia)
- Így van ez jól (2014, Katlan Irodalmi és Művészeti folyóirat)
- Amoveo (2015, Irodalmi Jelen)
- Magyarország Arany János korában (2017, Irodalmi Jelen)
- Eszményi szerelem (2019, Előretolt Helyőrség)
- Iromba tyúk (2022, Irodalmi Jelen)

## Kötetei
- Kamasz-tavasz (1993, regény) Ifjúsági lap- és Könyvkiadó ISBN 963-423-090-3
- Szidóni (1996, regény) Kráter Műhely Egyesület ISBN 963 7583 726
- Nem történt semmi (1996, elbeszélések) Magán kiadás
- Hé, Emberke! (1997, kisregény) Kráter Műhely Egyesület ISBN 963-7583-81-5
- Eh, Menschenkind! (1999, a Hé, Emberke németül) Seneca-Togora ISBN 9639162 40 x
- Reggelek (1999, novellák) Puedlo ISBN 963-9320-87-0
- Fuldokló augusztus (2004, regény) Magyar Napló ISBN 963-86488-8-0
- Schlaraffia (2005, regény) Magyar Napló ISBN 963-9603-13-9
- Párhuzamos ellenirány (2007, elbeszélések) Puedlo - Coldwell ISBN 978 963 9673 496
- Ágoston úrfi (2007, regény) Coldwell ISBN 978-963-86748-6-9
- Az aranyhajú kisfiú álma (2013, mesék) Könyvmolyképző ISBN 978 963 373 027 0
- Atilla, Isten ostora (2016, történelmi regény) Lazi ISBN 978 963 267 305 9
- Áldott az a bölcső (2017, Arany János életregénye I.) Könyvmolyképző ISBN 978 963 457 0189
- Pandemónium (2018, elbeszélések) Coldwell Art ISBN 978 615 5156 37 3
- A tölgyek alatt (2019, Arany János életregénye II.) Könyvmolyképző ISBN 978 963 457 628 0
- Hej, Tinódi! (2022, Tinódi Sebestyén élete) Helikon
- Tiszta szívvel (2022, József Attila életregénye I.), Könyvmolyképző
- Eliramlik az élet (2023, Petőfi Sándor életregénye), Lazi
- A semmi ágán (2023, József Attila életregénye II.), Könyvmolyképző
- Viadukt-ének (2024, kisregény), Könyvmolyképző
- Az őrület nyitánya (2024, regény), Historycum[7] ISBN 978-615-581-628-4

## Regényei Jean-Pierre Montcassen néven
- A halál vámszedője (2000, Puedlo ISBN 963-9320-54-4)
- Tajgetosz kegyeltje (2001, Puedlo ISBN 963-9320-90-0)
- A legionárius (2002, Puedlo ISBN 963-9477-53-2)
- Azálea (2003, Puedlo ISBN 963-9477-26-5)
- A fáraó lánya (2004, Puedlo ISBN 963-9477-70-2)
- Az egyiptomi kéjnő (2006, Puedlo ISBN 963 9673 153)
- A magyarok nyilaitól... (2008, Puedlo ISBN 978-963-249-042-7)
- Attila, Isten ostora (2008, Puedlo ISBN 978-963-249-043-4)
- A sivatag hercegnője (2009, Puedlo ISBN 978-963-249-095-3)
- Szamuráj és gésa (2010, Puedlo, ISBN 978-963-249-108-0)
- A fény leánya (2013, Gold Book, ISBN 978-963-426-250-3)
- Meliki (2013, Könyvmolyképző, ISBN 978-963-245-984-4)
- Az új Isten szerelmesei (2013, Gold Book, ISBN 978 963 426 266 4)
- A jezsuita (2017, Historycum, ISBN 9786158084536)

## Díjai
- 2011 Rauscher György-díj
- 2022 NKA ösztöndíj
- 2023 Az év könyve (csoportos)
- 2024 Fitz József díj (csoportos)
- 2025 "Csókol Attila" drámapályázat 3. hely